# Blow Your Mind (Dave Rodgers)
Blow Your Mind è il primo album di genere Pop rock di Dave Rodgers. È stato pubblicato il 31 marzo 2006.
Brian Ice suona la batteria in questo album.

## Tracce
1. Above the Light
2. All Around the World
3. Just Another Brick on My Wall
4. I Believe
5. Miles Away
6. Blow Your Mind
7. Easy to Remember
8. Little Cowboy
9. My Uniform
10. I Wanna Shake It
11. Rise & Fall
12. Diamond Love